# 紅波柚香
紅波 柚香（あかなみ ゆか、1983年1月10日 - ）は、日本の女性声優、舞台女優。プロダクション・エース / 演劇部隊チャッターギャング所属。

## 人物
東京都出身。以前はメディアフォース、Yellowに所属。Yellowでは、同じ事務所の声優川瀬晶子とユニット『Ciao』を結成して活動していた。
旧名は岡田 優香 （おかだ ゆか）。2011年1月18日、演劇部隊チャッターギャングのHPにて改名を発表。

## 主な出演作品

### テレビアニメ
2002年
- ハングリーハート WILD STRIKER（典子）

2003年
- D・N・ANGEL（女生徒B）
- 妄想科学シリーズ ワンダバスタイル（ゆり親衛隊）

2005年
- 頭文字D Fourth Stage
- こいこい7（女生徒B）

2006年
- 天保異聞 妖奇士（弟）
- ラブゲッCHU 〜ミラクル声優白書〜（スケート場係員）

2007年
- NANA（旅行者）
- REIDEEN（小早川栞）

2008年
- 鉄のラインバレル（早瀬美菜）

2011年
- ちはやふる（女子小学生）

2015年
- 空戦魔導士候補生の教官（女子B）

### OVA
- 永遠のアセリア
- 低俗霊DAYDREAM（男の子、子供たちの霊、女子高生B）

### ドラマCD
- ARIA Drama CD（カップルの女の子）
- 鉄のラインバレル（早瀬美菜）

### テレビ番組
- 駅なび（J-COM／ナレーション）

### ラジオ番組
- 開け!コンチェルトゲート♪（文化放送、2007年）
- みらくる Ciao らじお（Ciao公式サイト内、2008年6月 - 2010年7月4日）
- 探せ!ミス農園娘グランプリ♪ （音泉、2009年5月8日 - 2009年8月28日）

### 舞台
- 演劇舞台チャッターギャング
  - 2ndGAMBLE 『鬧熱の狂詩曲』
  - 3rdGAMBLE 『緋色の小夜曲』
  - 4thGAMBLE 『寓居の鎮魂曲』
  - petit.gamble 『窓際』
  - 5thGAMBLE 『微動の行進曲』
  - 6thGAMBLE 『ハッピーエンドは儲からない』
  - 7thGAMBLE 『あなたが○○でなかったら』
  - petit.gamble2 『もう～勝手にしやがれ』
  - 8thGAMBLE 『ギムレットを飲むにはまだ早すぎる』
  - 9thGAMBLE 『屋根の上からアメリカが見える』
  - 10thGAMBLE 『クビがとんでもうごいてみせます』
  - 11thGAMBLE 『僕の彼女はスナイパー ～ラブストーリーは唐突に～』
  - 12thGAMBLE 『時よ止まれ 君はややこしい』
  - 13thGAMBLE 『俺たちにゃ時間はない!』
  - 14thGAMBLE 『あなたは闇の訪問者?』
  - 15thGAMBLE 『デリシャス戦隊　オイシンジャー推参!』
  - 16thGAMBLE 『先生!もう〆切なんですが…』
  - 17thGAMBLE 『坂巻ほのか走る！』

- その他
  - 山本正之プレゼンツ2006年公演『博物館のホネ』
  - Reset Limit第2回公演 『break the seal!』
  - Reset Limit第3回公演 『ニコラ』
  - Reset Limit第4回公演 『デルージョン!プリズナー!』
  - Reset Limit第6回公演 『artificial emotion!!』

### CM
- 全日本空輸
- パンタン